# Maria Dąbrowska
Maria Dąbrowska, poljska pisateljica, * 6. oktober 1889, Russów pri Kaliszu, † 19. maj 1965, Varšava.

## Življenje
Maria Dąbrowska se je rodila 6. oktobra 1889 v Russówu pri Kaliszu kot Maria Szumska, staršem Józefu Szumskemu in Ludomiri Gałczyński. Prihajala je iz obubožane plemiške družine. Njen oče je imel v najemu posestvo v Russówu. V letih 1901–1905 je obiskovala zasebno šolo Helene Semadeniowe in nato dekliško gimnazijo. Leta 1905 je sodelovala v šolski stavki. V letih 1906–1907 je nadaljevala šolanje v Varšavi. Nato je študirala naravoslovje v Lozani in sociologijo ter ekonomijo v Bruslju. Tu se je seznanila z zadružništvom. V času študija je sodelovala v Filorecji – samostojni organizaciji poljske mladine. Leta 1913 je odšla v London kot štipendistka poljske Zadružne zveze. Med prvo svetovno vojno je sodelovala v osamosvojitvenih gibanjih. Leta 1917 se je preselila v Varšavo, naslednjega leta pa se je po osamosvojitvi zaposlila na Ministrstvu za kmetijstvo. Aktivno je sodelovala pri organizaciji izobraževanja ljudi in delavcev, v zadružnem gibanju in širjenju njegovih idej, hkrati pa objavila prva pripovedna dela, npr. mladinski knjigi Otroci domovine (Dzieci Ojczyzny, 1918) in Češnjeva veja (Gałąź czereśni, 1922).
Med drugo svetovno vojno je Dąbrowska ostala v Varšavi in aktivno sodelovala v podzemnem kulturnem in izobraževalnem življenju. Leta 1911 se je poročila z Marianom Dąbrowskim, ki je bil aktivist Poljske socialistične partije in udeleženec revolucije v letih 1905–1907. Leta 1925 je pri le 36-ih ovdovela. Dve leti kasneje je začela romanco s Stanisławom Stempowskim, moževim prijateljem, prostozidarjem in knjižničarjem. Skupaj sta bila vse do njegove smrti leta 1952. Nikoli se nista poročila. Leta 1941 se je spoprijateljila s pisateljico Anno Kowalsko, s katero sta se leta 1954 vselili v skupno stanovanje skupaj z Annino hčerko Tulo in začeli razmerje. Leta 1960 je postala častna meščanka Kalisza. Večkrat je bila tudi kandidatka za Nobelovo nagrado za književnost. Zadnja leta svojega življenja je Dąbrowska preživela sama v Komorówu blizu Varšave. Umrla je 19. maja 1965 v Varšavi v starosti 75 let. Pokopana je na pokopališču Powązki v Varšavi.

## Delo
Za Dąbrowsko je značilen predvsem preprost, vendar izbran jezik in jasen slog, ki je ob njenem nastopu pomenil pravi prelom s stilističnimi manirami Mlade Poljske in takratnega ekspresionizma. Neposredno in natančno izraža najglobje misli in čustva. Dąbrowska je mnogo pisala o kmečkem vprašanju, poudarjala potrebo po korenitih družbenih reformah in odgovarjala na napade braniteljev starega reda. 
Noči in dnevi (Noce i dnie, 1932–1934), njeno največje delo, je izšlo v ciklih: Bogomil in Barbara (Bogumił i Barbara, 1932), Večna skrb (Wieczne zmartwienie, 1932), Ljubezen (Miłość, 1933) in Veter v oči (Wiatr w oczy, 1934). To je obširna podoba sprememb v fevdalnem družbenem redu na Poljskem po porazu vstaje 1863 pa vse do prve svetovne vojne. Pisateljica je prikazala zgodovino dveh rodov poljskih izobražencev iz plemiških družin. Delo je kronika vsakdanjega življenja, ki je upodobljeno v vsej svoji zapletenosti. Posebno močno je pisateljica prikazala čustveno vsebino tega življenja, različne oblike ljubezni, skrbi, bolečine, smrt. Iz dela je razvidna melanholija, izvirajoča iz zavesti, da se časi in ljudje menjajo, življenje pa teče dalje. Za ta roman je leta 1934 prejela državno literarno nagrado.
Dnevniki (Dzienniki, 1914–1965) – pisateljica jih je pisala vse do svoje smrti, skupaj jih je bilo 80 zvezkov, ki pa se jih je lahko objavilo šele 20 let po njeni smrti. V njih je kritična do okolice, komentira svoja dela itd.

## Prevodi v slovenščino
Knjižne izdaje:
- Noči in dnevi (Bogumil in Barbara. Večna skrb). Roman. I. Prevedel France Vodnik, Ljubljana 1961, 514 str; Noce i dnie (Bogumił i Barbara. Wieczne zmartwienie), prva objava 1932.
- Noči in dnevi (Ljubezen). Roman. II. Prevedel France Vodnik, Ljubljana 1963, 612 str; Noce i dnie (Miłość), prva objava 1933.
- Noči in dnevi (Veter v oči). Roman. III. Prevedel France Vodnik, Ljubljana 1968, 424 str; Noce i dnie (Wiatr w oczy), prva objava 1934.

Knjige je izdala Državna založba Slovenije v zbirki Moderni roman.
Objave v periodičnem tisku:
- Uteha, v: Poljske novele. Prevedel France Vodnik. Celje 1937; Pocieszenie, prva objava: Polskie nowele, 1924.
- Petrčkova smrt. Odlomek iz romana Noči in dnevi. Prevedel France Vodnik, v: Slovenski poročevalec, letnik XVIII, 1957, št. 214.
- Zimski plašč, v: Primorski dnevnik, letnik XIII, 1957, št. 76; Jesionka, prva objava 1948.
- Zimski plašč, v: Obzornik, 1958, št. 1
- Babica. Odlomek iz romana Noči in dnevi. Prevedel France Vodnik, v: Delo, 16. 10. 1960, št. 284.
- Zimski plašč, v: 7 dni, letnik XI, 1961, št. 10.
- Zimski plašč, v: Primorski dnevnik, letnik XVII, 1961, št. 269.

Druga prevoda:
- Osvojena srca. Prevedel Boris Verbič, Radio Ljubljana, 7. 1. 1957; Zdobycie serc, prva objava 1925.
- Otrok. Prevedel Ivan Krajnc, Radio Ljubljana 1958; Dziecko, prva objava 1949.